# Azotobacter chroococcum
Azotobacter chroococcum ist eine Bakterienart. Diese Art kann Stickstoff in Gegenwart von Sauerstoff fixieren und ist somit von großer ökologischer Bedeutung.

## Erscheinungsbild
Die Individuen von Azotobacter sind meist einzellig und relativ groß, der Durchmesser beträgt 1,6 – 2,5 Mikrometer, die Länge 3 – 5 Mikrometer. Relativ junge Zellen aus einer 24 Stunden alten Kultur besitzen abgerundete Ecken und sind stäbchenförmig. In älteren Kulturen treten kokkenförmige Zellen auf, die oft Paare, manchmal auch Dreiergruppen oder Tetraden bilden. Auch Ketten von Zellen können auftreten. Die Zellen können sich mit peritricher Begeißelung bewegen (sind motil). Ältere Kulturen sind braun bis schwarz.

## Stickstofffixierung
Azotobacter chroococcum besitzt die Fähigkeit unter oxischen Bedingungen, d. h. bei Anwesenheit von Sauerstoff, elementaren, molekularen Stickstoff (N2) zu assimilieren. Der Stickstoff wird hierbei von dem Bakterium durch ein spezifisches Enzym, eine Nitrogenase, zu Ammoniak reduziert. Diesen Vorgang bezeichnet man als Stickstofffixierung. In den folgenden Schritten wird Ammoniak für die Bildung von Aminosäuren und somit für den Aufbau von Proteinen sowie für die Synthese anderer Stickstoff-haltiger Körperbaustoffe genutzt.

## Systematik
Azotobacter chroococcum zählt zu der Familie der Pseudomonadaceae, welche zu den Gammaproteobacteria gestellt wird. Von der Gattung Azotobacter sind 7 Arten bekannt.
Von einigen Autoren werden Azotobacter und Azomonas auch als Mitglieder der Familie Azotobacteraceae (auch mit i geschrieben: Azotobacteriaceae) angesehen. Weiterhin werden die Gattungen Azotobacter, Azorhizophilus und Azomonas von einigen Autoren in der Azotobacter-Gruppe (Azotobacter group) zusammengefasst.

## Ökologie
Azotobacter chroococcum kommt in Böden und fließenden Gewässern vor.